# «Каролина Пэнтерс» в сезоне 2015
Двадцать первый сезон (2015—2016 годов) американской футбольной команды «Каролина Пэнтерс» в Национальной футбольной лиге. Пятый сезон под руководством тренера Рона Ривера. Первый сезон для команды, в котором она сыграла на День Благодарения.

## Драфт
Драфт 2015 года стал восьмидесятым по счету ежегодным в истории НФЛ . Впервые, данное событие состоялось в Чикаго, предыдущие же пятьдесят драфтов проходили в Нью-Йорке (с 1965 года).
| Раунд | Выбор | Игрок         | Позиция                 | Колледж   |
| ----- | ----- | ------------- | ----------------------- | --------- |
| 1     | 25    | Шак Томпсон   | Аутсайд лайнбекер (OLB) | Вашингтон |
| 2     | 41    | Девин Фунчесс | Уайд ресивер (WR)       | Мичиган   |

## Состав
Состав Каролина Пантерс в 2015/2016 сезоне.
| Номер | Имя                | Позиция                   | Дата рождения             | Рост | Вес | Страна   |
| ----- | ------------------ | ------------------------- | ------------------------- | ---- | --- | -------- |
| 1     | Кэм Ньютон         | квотербек                 | 11 мая 1989 (36 лет)      | 198  | 113 | Флаг США |
| 3     | Дерек Андерсон     | квотербек                 | 15 июня 1983 (42 года)    | 198  | 107 | Флаг США |
| 14    | Джо Вебб           | квотербек                 | 14 ноября 1986 (38 лет)   | 193  | 104 | Флаг США |
| 34    | Камерон Артис-Пейн | Раннинбек                 | 23 июня 1990 (35 лет)     | 178  | 96  | Флаг США |
| 43    | Фоззи Уитакер      | Раннинбек                 | 2 февраля 1989 (36 лет)   | 178  | 92  | Флаг США |
| 28    | Джонатан Стюарт    | Раннинбек                 | 21 марта 1987 (38 лет)    | 178  | 107 | Флаг США |
| 35    | Майк Толберт       | Раннинбек (FB)            | 23 ноября 1985 (39 лет)   | 173  | 113 | Флаг США |
| 32    | Брендон Вегхер     | Раннинбек                 | 23 ноября 1985 (39 лет)   | 173  | 113 | Флаг США |
| 13    | Кельвин Бенджамин  | Уайд ресивер              | 5 февраля 1991 (34 года)  | 198  | 111 | Флаг США |
| 11    | Брентон Берсин     | Уайд ресивер              | 9 мая 1990 (35 лет)       | 191  | 95  | Флаг США |
| 10    | Кори Браун         | Уайд ресивер              | 16 декабря 1991 (33 года) | 180  | 82  | Флаг США |
| 87    | Стивен Хилл        | Уайд ресивер              | 25 апреля 1991 (34 года)  | 193  | 98  | Флаг США |
| 19    | Тед Гинн           | Уайд ресивер              | 12 апреля 1985 (40 лет)   | 180  | 84  | Флаг США |
| 81    | Кевин Норвуд       | Уайд ресивер              | 21 сентября 1989 (35 лет) | 188  | 91  | Флаг США |
| 17    | Девин Фунчесс      | Уайд ресивер              | 21 мая 1994 (31 год)      | 193  | 102 | Флаг США |
| 82    | Джерико Кортери    | Уайд ресивер              | 16 июня 1982 (43 года)    | 185  | 93  | Флаг США |
| 84    | Эд Диксон          | Тайт-энд                  | 25 июля 1987 (37 лет)     | 193  | 116 | Флаг США |
| 80    | Скотт Симонсон     | Тайт-энд                  | 13 апреля 1991 (34 года)  | 196  | 113 | Флаг США |
| 88    | Грег Олсен         | Тайт-энд                  | 11 марта 1985 (40 лет)    | 196  | 114 | Флаг США |
| 67    | Райан Кэлил        | Лайнмен Центр (C)         | 29 марта 1985 (40 лет)    | 188  | 139 | Флаг США |
| 61    | Фернандо Веласко   | Лайнмен Центр (C)         | 22 февраля 1985 (40 лет)  | 193  | 142 | Флаг США |
| 68    | Эндрю Норвелл      | Лайнмен Оффенсив гард (G) | 21 октября 1991 (33 года) | 198  | 141 | Флаг США |
| 69    | Тайронн Грин       | Лайнмен Оффенсив гард (G) | 6 апреля 1986 (39 лет)    | 188  | 143 | Флаг США |
| 79    | Крис Скотт         | Лайнмен Оффенсив гард (G) | 4 августа 1987 (37 лет)   | 193  | 156 | Флаг США |
| 70    | Трей Тернер        | Лайнмен Оффенсив гард (G) | 14 июля 1993 (32 года)    | 191  | 145 | Флаг США |
| 66    | Амини Силатоли     | Лайнмен Оффенсив гард(G)  | 16 сентября 1988 (36 лет) | 193  | 143 | Флаг США |
| 74    | Майкл Оэр          | Лайнмен Оффенсив тэкл(T)  | 28 мая 1986 (39 лет)      | 193  | 143 | Флаг США |
| 73    | Майк Реммерс       | Лайнмен Оффенсив тэкл(T)  | 11 апреля 1989 (36 лет)   | 196  | 139 | Флаг США |
| 59    | Люк Кикли          | Миддл лайнбекер (MLB)     | 20 апреля 1991 (34 года)  | 191  | 107 | Флаг США |
| 53    | Бен Джакобс        | Миддл лайнбекер (MLB)     | 17 апреля 1988 (37 лет)   | 193  | 110 | Флаг США |
| 55    | Девид Мэйо         | Миддл лайнбекер (MLB)     | 20 апреля 1991 (34 года)  | 188  | 109 | Флаг США |
| 58    | Томас Дэвис        | Аутсайд лайнбекер (OLB)   | 22 марта 1983 (42 года)   | 185  | 107 | Флаг США |
| 56    | А.Д. Клайн         | Аутсайд лайнбекер (OLB)   | 30 июля 1991 (33 года)    | 185  | 113 | Флаг США |
| 54    | Шак Томпсон        | Аутсайд лайнбекер (OLB)   | 21 апреля 1994 (31 год)   | 183  | 103 | Флаг США |
| 97    | Марио Аддисон      | Дефенсив энд (DE)         | 6 сентября 1987 (37 лет)  | 191  | 115 | Флаг США |
| 69    | Джаред Аллен       | Дефенсив энд (DE)         | 3 апреля 1982 (43 года)   | 198  | 116 | Флаг США |
| 91    | Раен Делаир        | Дефенсив энд (DE)         | 17 января 1992 (33 года)  | 193  | 115 | Флаг США |
| 95    | Шарлес Джонсон     | Дефенсив энд (DE)         | 10 июля 1986 (39 лет)     | 188  | 128 | Флаг США |
| 94    | Кони Ёли           | Дефенсив энд (DE)         | 21 декабря 1991 (33 года) | 193  | 124 | Флаг США |
| 92    | Дван Эдвардс       | Дефенсив тэкл (DT)        | 16 мая 1981 (44 года)     | 191  | 137 | Флаг США |
| 98    | Стар Лотулелеи     | Дефенсив тэкл (DT)        | 20 декабря 1989 (35 лет)  | 188  | 145 | Флаг США |
| 93    | Кайл Лав           | Дефенсив тэкл (DT)        | 18 ноября 1986 (38 лет)   | 185  | 143 | Флаг США |
| 99    | Каванн Шорт        | Дефенсив тэкл (DT)        | 2 февраля 1989 (36 лет)   | 191  | 143 | Флаг США |
| 25    | Бене Бенвикере     | Корнербек (CB)            | 3 сентября 1991 (33 года) | 180  | 88  | Флаг США |
| 24    | Джош Норман        | Корнербек (CB)            | 14 января 1987 (38 лет)   | 183  | 88  | Флаг США |
| 31    | Шарлес Тиллман     | Корнербек (CB)            | 23 февраля 1981 (44 года) | 185  | 90  | Флаг США |
| 21    | Тедди Вильямс      | Корнербек (CB)            | 3 июля 1988 (37 лет)      | 185  | 94  | Флаг США |
| 27    | Роберт МакКлейн    | Корнербек (CB)            | 22 июля 1988 (36 лет)     | 175  | 88  | Флаг США |
| 26    | Кортланд Финнеган  | Корнербек (CB)            | 2 февраля 1984 (41 год)   | 178  | 86  | Флаг США |
| 41    | Роман Харпер       | Сэйфти (S)                | 11 декабря 1982 (42 года) | 185  | 91  | Флаг США |
| 33    | Трэ Бостон         | Сэйфти (S)                | 21 июня 1992 (33 года)    | 185  | 93  | Флаг США |
| 20    | Курт Коулман       | Сэйфти (S)                | 1 августа 1988 (36 лет)   | 180  | 91  | Флаг США |
| 42    | Колин Джоунс       | Сэйфти (S)                | 27 октября 1987 (37 лет)  | 183  | 95  | Флаг США |
| 29    | Дэн Марлоу         | Сэйфти (S)                | 21 июля 1992 (32 года)    | 188  | 93  | Флаг США |
| 9     | Грэхем Гано        | Кикер (K)                 | 9 апреля 1987 (38 лет)    | 188  | 89  | Флаг США |
| 44    | Дж. Дж. Дженсон    | Лонг снэппер (LS)         | 20 января 1986 (39 лет)   | 188  | 111 | Флаг США |
| 8     | Брад Нортман       | Пантер (P)                | 12 сентября 1989 (35 лет) | 188  | 96  | Флаг США |

## Травмы в сезоне
- 19 августа, во время тренировки получил травму Кельвин Бенджамин, игрок не принял участие в сезоне[3].
- 13 сентября Люк Кикли в матче с Джэксонвилл Джагуарс получил травму, и вернулся только на 6-й неделе[4].
- 25 ноября стало известно о травме оффенсив гарда Амини Силатоли.
- 13 декабря 2015 года в матче с Атланта Фэлконс получил травму и выбыл до конца сезона корнербек Бене Бенвикере[5].

## Участники Про Боула
Участниками Про Боула 2016 года стали сразу 10 игроков команды: Кэм Ньютон (3 раз), Люк Кикли (3 раз), Грег Олсен (2 раз), Джонатан Стюарт (1 раз), Раен Калил (5 раз), Томас Дэвис (1 раз), Джош Норман (1 раз), Каванн Шорт (1 раз), Майк Толберт (2 раз), Трей Тернер (1 раз).

## Результаты матчей
| Номер игровой недели | Команда              | Статистика |
| -------------------- | -------------------- | --- |
| 1                    | Джэксонвилл Джагуарс | Грэхем Гано — 3 очка фил голд (FG) Джерико Кортери — 6 очков тачдаун Грэхем Гано — 1 очко экстра пойнт Джош Норман — 6 очков тачдаун после перехвата Грэхем Гано — 1 очко экстра пойнт Грэхем Гано — 3 очка фил голд (FG) |
| 2                    | Хьюстон Тексанс      | Тед Гинн — 6 очков тачдаун Грэхем Гано — 1 очко экстра пойнт Грэхем Гано — 3 очка фил голд (FG) Кэм Ньютон — 6 очков тачдаун Кори Браун — 6 очков тачдаун Грэхем Гано — 1 очко экстра пойнт На матче присутствовал чемпион НБА — Стефен Карри |
| 3                    | Нью-Орлеан Сэйнтс    | Грег Олсен — 6 очков тачдаун Грэхем Гано — 1 очко экстра пойнт Грэхем Гано — 3 очка фил голд (FG) Грег Олсен — 6 очков тачдаун Грэхем Гано — 1 очко экстра пойнт Грэхем Гано — 3 очка фил голд (FG) Кэм Ньютон — 6 очков тачдаун Грэхем Гано — 1 очко экстра пойнт |
| 4                    | Тампа-Бэй Бакканирс  | Грэхем Гано — 3 очка фил голд (FG) Джош Норман — 6 очков тачдаун после перехвата Грэхем Гано — 1 очко экстра пойнт Тед Гинн — 6 очков тачдаун Грэхем Гано — 1 очко экстра пойнт Эд Диксон — 6 очков тачдаун Грэхем Гано — 1 очко экстра пойнт Тед Гинн — 6 очков тачдаун Грэхем Гано — 1 очко экстра пойнт Грэхем Гано — 3 очка фил голд (FG) Грэхем Гано — 3 очка фил голд (FG)                                                            |
| 5                    | buy-week             | |
| 6                    | Сиэтл Сихокс         | Кэм Ньютон — 6 очков тачдаун Грэхем Гано — 1 очко экстра пойнт Джонатан Стюарт — 6 очков тачдаун Грэхем Гано — 1 очко экстра пойнт Джонатан Стюарт — 6 очков тачдаун Грег Олсен — 6 очков тачдаун |
| 7                    | Филадельфия Иглз     | Майк Толберт — 6 очков тачдаун Грэхем Гано — 1 очко экстра пойнт Кэм Ньютон — 6 очков тачдаун Грэхем Гано — 1 очко экстра пойнт Майк Толберт — 6 очков тачдаун Грэхем Гано — 1 очко экстра пойнт Грэхем Гано — 3 очка фил голд (FG) Грэхем Гано — 3 очка фил голд (FG) |
| 8                    | Индианаполис Колтс   | Грэхем Гано – 3 очка фил голд (FG) Джонатан Стюарт – 6 очков тачдаун Грэхем Гано – 1 очко экстра пойнт Грег Олсен – 6 очков тачдаун Грэхем Гано – 1 очко экстра пойнт Кори Браун – 6 очков тачдаун Грэхем Гано – 3 очка фил голд (FG) Грэхем Гано – 3 очка фил голд (FG) |
| 9                    | Грин-Бей Пэкерс      | Грэхем Гано — 3 очка фил голд (FG) Кэм Ньютон — 6 очков тачдаун Грэхем Гано — 1 очко экстра пойнт Грег Олсен — 6 очков тачдаун Грэхем Гано — 1 очко экстра пойнт Грэхем Гано — 3 очка фил голд (FG) Кори Браун — 6 очков тачдаун Грэхем Гано — 1 очко экстра пойнт Грэхем Гано — 3 очка фил голд (FG) Девин Фунчесс — 6 очков тачдаун Грэхем Гано — 1 очко экстра пойнт                                                                     |
| 10                   | Теннесси Тайтанс     | Джонатан Стюарт — 6 очков тачдаун Грэхем Гано — 1 очко экстра пойнт Эд Диксон — 6 очков тачдаун Грэхем Гано — 1 очко экстра пойнт Грэхем Гано — 3 очка фил голд (FG) Грэхем Гано — 3 очка фил голд (FG) Кэм Ньютон — 6 очков тачдаун Грэхем Гано — 1 очко экстра пойнт |
| 11                   | Вашингтон Редскинз   | Джонатан Стюарт — 6 очков тачдаун Грэхем Гано — 1 очко экстра пойнт Майк Толберт — 6 очков тачдаун Грэхем Гано — 1 очко экстра пойнт Тед Гинн — 6 очков тачдаун Грэхем Гано — 1 очко экстра пойнт Грег Олсен — 6 очков тачдаун Грэхем Гано — 1 очко экстра пойнт Грэхем Гано — 3 очка фил голд (FG) Девин Фунчесс — 6 очков тачдаун Грэхем Гано — 1 очко экстра пойнт Грэхем Гано — 3 очка фил голд (FG) Грэхем Гано — 3 очка фил голд (FG) |
| 12                   | Даллас Ковбойз       | Курт Коулман — 6 очков тачдаун после перехвата Грэхем Гано — 1 очко экстра пойнт Грэхем Гано — 3 очка фил голд (FG) Грэхем Гано — 3 очка фил голд (FG) Люк Кикли — 6 очков тачдаун после перехвата Грэхем Гано — 1 очко экстра пойнт Грэхем Гано — 3 очка фил голд (FG) Кэм Ньютон — 6 очков тачдаун Грэхем Гано — 1 очко экстра пойнт Грэхем Гано — 3 очка фил голд (FG)                                                                   |
| 13                   | Нью-Орлеан Сэйнтс    | Майк Толберт — 6 очков тачдаун Грэхем Гано — 1 очко экстра пойнт Джонатан Стюарт — 6 очков тачдаун Тед Гинн — 6 очков тачдаун Грэхем Гано — 1 очко экстра пойнт Девин Фунчесс — 6 очков тачдаун Грэхем Гано — 1 очко экстра пойнт Тед Гинн — 6 очков тачдаун Грэхем Гано — 1 очко экстра пойнт Джерико Кортери — 6 очков тачдаун Грэхем Гано — 1 очко экстра пойнт                                                                          |
| 14                   | Атланта Фэлконс      | Джонатан Стюарт — 6 очков тачдаун Грэхем Гано — 1 очко экстра пойнт Тед Гинн — 6 очков тачдаун Грэхем Гано — 1 очко экстра пойнт Тед Гинн — 6 очков тачдаун Грэхем Гано — 1 очко экстра пойнт Эд Диксон — 6 очков тачдаун Грэхем Гано — 1 очко экстра пойнт Грэхем Гано — 3 очка фил голд (FG) Фоззи Уитакер — 6 очков тачдаун Грэхем Гано — 1 очко экстра пойнт                                                                            |
| 15                   | Нью-Йорк Джайентс    | Тед Гинн — 6 очков тачдаун Грэхем Гано — 1 очко экстра пойнт Грег Олсен — 6 очков тачдаун Грэхем Гано — 1 очко экстра пойнт Девин Фунчесс — 6 очков тачдаун Грэхем Гано — 1 очко экстра пойнт Кори Браун — 6 очков тачдаун Грэхем Гано — 1 очко экстра пойнт Тед Гинн — 6 очков тачдаун Грэхем Гано — 1 очко экстра пойнт Грэхем Гано — 3 очка фил голд (FG)                                                                                |
| 16                   | Атланта Фэлконс      | Кэм Ньютон — 6 очков тачдаун Грэхем Гано — 1 очко экстра пойнт Грэхем Гано — 3 очка фил голд (FG) Грэхем Гано — 3 очка фил голд (FG) |
| 17                   | Тампа-Бэй Бакканирс  | Кэм Ньютон — 6 очков тачдаун Грэхем Гано — 1 очко экстра пойнт Грэхем Гано — 3 очка фил голд (FG) Камерон Артис-Пейн — 6 очков тачдаун (1-й тачдаун в карьере) Грэхем Гано — 1 очко экстра пойнт Джерико Кортери — 6 очков тачдаун Грэхем Гано — 1 очко экстра пойнт Кэм Ньютон — 6 очков тачдаун Грэхем Гано — 1 очко экстра пойнт Девин Фунчесс — 6 очков тачдаун Грэхем Гано — 1 очко экстра пойнт                                       |

### Регулярный сезон
По итогам регулярного сезона «Пантеры» заняли первое место в дивизионе и первое место в конференции, закончив серию со счётом 15-1. По ходу сезона команда уступила лишь раз — на выездном матче, команде Атланта Фэлконс.
| Неделя | Дата        | Оппонент             | Результат    | Показатель |           | Стадион                 | NFL.com                                                    |          |
| ------ | ----------- | -------------------- | ------------ | ---------- | --------- | ----------------------- | ---------------------------------------------------------- | -------- |
| 1      | 13 сентября | Джэксонвилл Джагуарс | В 20-9       | 1-0        | на выезде | ЭверБанк Филд           | отчёт Архивная копия от 25 октября 2015 на Wayback Machine |          |
| 2      | 20 сентября | Хьюстон Тексанс      | В 24-17      | 2-0        | дома      | Бэнк оф Америка Стэдиум | отчёт Архивная копия от 24 октября 2015 на Wayback Machine |          |
| 3      | 27 сентября | Нью-Орлеан Сэйнтс    | В 27-22      | 3-0        | дома      | Бэнк оф Америка Стэдиум | отчёт Архивная копия от 27 октября 2015 на Wayback Machine |          |
| 4      | 4 октября   | Тампа-Бэй Бакканирс  | В 37-23      | 4-0        | на выезде | Рэймон Джеймс Стадиум   | отчёт Архивная копия от 25 октября 2015 на Wayback Machine |          |
| 5      | buy-week    | buy-week             | buy-week     | buy-week   | buy-week  | buy-week                | buy-week                                                   | buy-week |
| 6      | 18 октября  | Сиэтл Сихокс         | В 27-23      | 5-0        | на выезде | Сэнчури Линк-филд       | отчёт Архивная копия от 26 октября 2015 на Wayback Machine |          |
| 7      | 25 октября  | Филадельфия Иглз     | В 27-16      | 6-0        | дома      | Бэнк оф Америка Стэдиум | отчёт Архивная копия от 25 октября 2015 на Wayback Machine |          |
| 8      | 2 ноября    | Индианаполис Колтс   | В 29-26 (ОТ) | 7-0        | дома      | Бэнк оф Америка Стэдиум | Отчет Архивная копия от 29 октября 2015 на Wayback Machine |          |
| 9      | 8 ноября    | Грин-Бей Пэкерс      | В 37-29      | 8-0        | дома      | Бэнк оф Америка Стэдиум | Отчет Архивная копия от 18 октября 2015 на Wayback Machine |          |
| 10     | 15 ноября   | Теннесси Тайтанс     | В 27-10      | 9-0        | на выезде | Ниссан Стэдиум          | Отчет Архивная копия от 23 октября 2015 на Wayback Machine |          |
| 11     | 22 ноября   | Вашингтон Редскинз   | В 44-16      | 10-0       | дома      | Бэнк оф Америка Стэдиум |                                                            |          |
| 12     | 26 ноября   | Даллас Ковбойз       | В 33-14      | 11-0       | на выезде | AT&T-стэдиум            |                                                            |          |
| 13     | 6 декабря   | Нью-Орлеан Сэйнтс    | В 41-38      | 12-0       | на выезде | Мерседес-Бенц Супердоум |                                                            |          |
| 14     | 13 декабря  | Атланта Фэлконс      | В 38-00      | 13-0       | дома      | Бэнк оф Америка Стэдиум | Отчет Архивная копия от 31 октября 2015 на Wayback Machine |          |
| 15     | 20 декабря  | Нью-Йорк Джайентс    | В 38-35      | 14-0       | на выезде | МетЛайф Стэдиум         | Отчет Архивная копия от 24 октября 2015 на Wayback Machine |          |
| 16     | 27 декабря  | Атланта Фэлконс      | П 13-20      | 14-1       | на выезде | Джорджия Доум           | Отчет Архивная копия от 22 октября 2015 на Wayback Machine |          |
| 17     | 3 января    | Тампа-Бэй Бакканирс  | В 38-10      | 15-1       | дома      | Бэнк оф Америка Стэдиум | Отчет Архивная копия от 4 ноября 2015 на Wayback Machine   |          |

## Дивизион
| НФК Юг                      | НФК Юг | НФК Юг | НФК Юг | НФК Юг | НФК Юг | НФК Юг | НФК Юг | НФК Юг | НФК Юг |
| просмотр обсуждение править | В      | П      | Н      | %      | DIV    | CONF   | PF     | PA     | STK    |
| --------------------------- | ------ | ------ | ------ | ------ | ------ | ------ | ------ | ------ | ------ |
| (1) Каролина Пэнтерс        | 15     | 1      | 0      | .938   | 5-1    | 11-1   | 500    | 308    | В1     |
| Атланта Фэлконс             | 8      | 8      | 0      | .500   | 1-5    | 5-7    | 339    | 345    | П1     |
| Нью-Орлеан Сэйнтс           | 7      | 9      | 0      | .438   | 3–3    | 5–7    | 408    | 476    | В2     |
| Тампа-Бэй Бакканирс         | 6      | 10     | 0      | .375   | 3–3    | 5–7    | 342    | 417    | П4     |

## Конференция
| \| \| НФК \|                           | \| \| НФК \|                | \| \| НФК \| | \| \| НФК \| | \| \| НФК \| | \| \| НФК \| | \| \| НФК \| | \| \| НФК \| | \| \| НФК \| | \| \| НФК \| | \| \| НФК \| | \| \| НФК \| | \| \| НФК \| |
| #                                      | Команда                     | Дивизион     | В            | П            | Н            | %            | DIV          | CONF         | PF           | PA           | PD           | STK          |
| -------------------------------------- | --------------------------- | ------------ | ------------ | ------------ | ------------ | ------------ | ------------ | ------------ | ------------ | ------------ | ------------ | ------------ |
| Лидеры дивизионов                      |                             |              |              |              |              |              |              |              |              |              |              |              |
| 1                                      | Каролина Пэнтерс            | Юг           | 15           | 1            | 0            | .938         | 5-1          | 11-1         | 500          | 308          | +192         | В1           |
| 2                                      | Аризона Кардиналс           | Запад        | 13           | 3            | 0            | .813         | 4-2          | 10-2         | 489          | 313          | +76          | П1           |
| 3                                      | Миннесота Вайкингс          | Север        | 11           | 5            | 0            | .688         | 5-1          | 8-4          | 365          | 302          | +63          | В3           |
| 4                                      | Вашингтон Редскинз          | Восток       | 9            | 7            | 0            | .563         | 4-2          | 8-4          | 388          | 379          | +9           | В4           |
| Претендующие на Wild Card              |                             |              |              |              |              |              |              |              |              |              |              |              |
| 5                                      | Грин-Бей Пэкерс             | Север        | 10           | 6            | 0            | .625         | 3-3          | 7-5          | 368          | 323          | +45          | П2           |
| 6                                      | Сиэтл Сихокс                | Запад        | 10           | 6            | 0            | .625         | 3-3          | 7-5          | 423          | 277          | +146         | В1           |
| Догоняющие команды                     |                             |              |              |              |              |              |              |              |              |              |              |              |
| 7                                      | Атланта Фэлконс             | Юг           | 8            | 8            | 0            | .500         | 1-5          | 5-7          | 339          | 345          | −6           | П1           |
| 8                                      | Сент-Луис Рэмс              | Запад        | 7            | 9            | 0            | .438         | 4-2          | 6-6          | 280          | 330          | −50          | П1           |
| 9                                      | Детройт Лайонс              | Север        | 7            | 9            | 0            | .438         | 3-3          | 6-6          | 358          | 400          | −42          | В3           |
| 10                                     | Филадельфия Иглз            | Восток       | 7            | 9            | 0            | .438         | 3-3          | 4-8          | 377          | 430          | −53          | В1           |
| 11                                     | Нью-Орлеан Сэйнтс           | Юг           | 7            | 9            | 0            | .438         | 3-3          | 5-7          | 408          | 476          | −68          | В2           |
| 12                                     | Нью-Йорк Джайентс           | Восток       | 6            | 10           | 0            | .375         | 2-4          | 4-8          | 420          | 442          | −22          | П3           |
| 13                                     | Чикаго Беарз                | Север        | 6            | 10           | 0            | .375         | 1-5          | 3-9          | 335          | 397          | −62          | П1           |
| 14                                     | Тампа-Бэй Бакканирс         | Юг           | 6            | 10           | 0            | .375         | 3-3          | 5-7          | 342          | 417          | −75          | П4           |
| 15                                     | Сан-Франциско Форти Найнерс | Запад        | 5            | 11           | 0            | .313         | 1-5          | 4-8          | 238          | 387          | −149         | В1           |
| 16                                     | Даллас Ковбойз              | Восток       | 4            | 12           | 0            | .250         | 3-3          | 3-9          | 275          | 374          | −99          | П4           |
| Сноски                                 |                             |              |              |              |              |              |              |              |              |              |              |              |
|                                        |                             |              |              |              |              |              |              |              |              |              |              |              |
| Перейти к шаблону «Позиции в НФК 2015» | НФК                         |              |              |              |              |              |              |              |              |              |              |              |

## Плей-офф
| Дата      | Оппонент     | Результат | Место проведения | Стадион                 | NFL.com                                                   |
| --------- | ------------ | --------- | ---------------- | ----------------------- | --------------------------------------------------------- |
| 18 января | Сиэтл Сихокс | В 31-24   | дома             | Бэнк оф Америка Стэдиум | отчёт Архивная копия от 19 января 2016 на Wayback Machine |

| Раунд             | Команда      | Статистика |
| ----------------- | ------------ | --- |
| Дивизионный раунд | Сиэтл Сихокс | Джонатан Стюарт — 6 очков тачдаун Грэхем Гано — 1 очко экстра пойнт Люк Кикли — 6 очков тачдаун после перехвата Грэхем Гано — 1 очко экстра пойнт Джонатан Стюарт — 6 очков тачдаун Грэхем Гано — 1 очко экстра пойнт Грэхем Гано — 3 очка фил голд (FG) Грег Олсен — 6 очков тачдаун Грэхем Гано — 1 очко экстра пойнт |

| Дата      | Оппонент          | Результат | Место проведения | Стадион                 | NFL.com                                                   |
| --------- | ----------------- | --------- | ---------------- | ----------------------- | --------------------------------------------------------- |
| 25 января | Аризона Кардиналс | В 49-15   | дома             | Бэнк оф Америка Стэдиум | отчёт Архивная копия от 26 января 2016 на Wayback Machine |

| Раунд             | Команда           | Статистика |
| ----------------- | ----------------- | --- |
| Финал конференции | Аризона Кардиналс | Грэхем Гано — 3 очка фил голд (FG) Тед Гинн — 6 очков тачдаун Грэхем Гано — 1 очко экстра поинт Кори Браун — 6 очков тачдаун Грэхем Гано — 1 очко экстра поинт Кэм Ньютон — 6 очков тачдаун Грэхем Гано — 1 очко экстра поинт Грэхем Гано — 3 очка фил голд (FG) Кэм Ньютон — 6 очков тачдаун Грэхем Гано — 1 очко экстра поинт Девин Фунчесс — 6 очков тачдаун Майк Толберт — 2 очка Люк Кикли — 6 очков тачдаун после перехвата Грэхем Гано — 1 очко экстра поинт |

| Дата      | Оппонент       | Результат | Место проведения | Стадион | NFL.com                                                   |
| --------- | -------------- | --------- | ---------------- | ------- | --------------------------------------------------------- |
| 8 февраля | Денвер Бронкос | П 24-10   | дома             | Ливайс  | отчёт Архивная копия от 8 февраля 2016 на Wayback Machine |

| Раунд        | Команда        | Статистика                                                                                             |
| ------------ | -------------- | --- |
| Супербоул 50 | Денвер Бронкос | Джонатан Стюарт — 6 очков тачдаун Грэхем Гано — 1 очко экстра пойнт Грэхем Гано — 3 очка фил голд (FG) |